# عزيز دقة
عزيز دقة (نوفمبر 1945 - 12 أبريل 2019) ممثل جزائري اشتهر في مجال الكوميديا. كما عمل لفترة في سينيماتيك الجزائر العاصمة. اشتهر بشخصية موح سمينة في الفيلم عمر قتلتوا الرجلة (1975) للمخرج مرزاق علواش.
شارك الممثل في عدة أفلام جزائرية منها :
- صرخة الصخر (بالفرنسية: Cri de pierre)‏ سنة 1987 للمخرج عبد الرحمان بوقرموح.
- الطاكسي المخفي (بالفرنسية: Le clandestin)‏ سنة 1988 للمخرج بن عمر بختي.
- موريتوري (بالفرنسية: Morituri)‏ للمخرج  سنة 2007 عكاشة تويتة.

## وصلات خارجية
- عزيز دقة على موقع IMDb (الإنجليزية)
- عزيز دقة على موقع قاعدة بيانات الأفلام العربية